# Kim Jung-won
Kim Jung-won (* 20. September 1973) ist ein nordkoreanischer Marathonläufer.
1996 stellte er beim Pjöngjang-Marathon mit 2:10:50 h den aktuellen Landesrekord und gleichzeitig einen Streckenrekord auf, der bis heute Bestand hat. 1998 siegte er beim Peking-Marathon und 1999 beim Marathon von Macau. 2000 wurde er Zweiter beim Pjöngjang-Marathon, den er erneut 2001 gewann.
Beim Marathon der Olympischen Spiele 1996 in Atlanta belegte er den 38. Platz, 2000 in Sydney kam er auf Platz 29.
Er ist mit Jong Song-ok, der Marathon-Weltmeisterin von 1999, verheiratet.